# Kauf mich!
Kauf mich! ist das achte Studioalbum der Rockband Die Toten Hosen. Es wurde von Jon Caffery produziert und erstmals am 10. Mai 1993 durch die Virgin Schallplatten GmbH veröffentlicht.
Kauf MICH! enthält, nach dem Vorgängeralbum Learning English Lesson One, wieder ausschließlich bandeigene Kompositionen in deutscher Sprache und erreichte als zweites Album der Band, nach Auf dem Kreuzzug ins Glück aus dem Jahr 1990, den ersten Platz in den deutschen Charts. Covergestaltung, Titelsong und satirische Werbespots, die zwischen die Musiktitel eingeflochten sind, geben dem Album ein Grundkonzept, das sich auf Werbung und Konsum bezieht. Eingereiht sind weitere Themen aus dem Bereich Soziologie. Neben dem Lied Sascha … ein aufrechter Deutscher, das bereits Weihnachten 1992 als Single erfolgreich war, erscheint auf dem Album ein weiteres Musikstück Willkommen in Deutschland als Stellungnahme der Band gegen Rechtsextremismus in Deutschland.

## Gestaltung von Cover und Begleitheft
Auf der schwarzen Außenhülle der CD steht in orangefarbenen Buchstaben der Titel des Albums Kauf MICH! darunter in weißen Großbuchstaben der Name der Band; auf der Rückseite ist groß und mittig die Bestellnummer aufgedruckt. Auf dem Rücken des CD-Case befindet sich über dem Titel des Albums die kleine Aufschrift: „Nur echt mit diesem Zeichen“ in Verbindung mit dem Emblem der Band, dem „Knochenadler“. Die Verpackung ist mit einem grünen Punkt versehen, der hier jedoch in den toten Punkt umbenannt wurde und eine schwarze Farbe hat. Die Gestaltung des Covers, für die Johann Zambryski und die Hosen Cover-AG verantwortlich sind, ist laut Angaben der Band: „[…] unser Statement zur Werbegesellschaft an sich und im speziellen dem Denken der Musikindustrie.“ Das 14-seitige Begleitheft zum Album enthält sämtliche Texte und schwarz-weiß Fotos der Bandmitglieder, aufgenommen von der Hamburger Fotografin GABO.

## Entstehung
Die Toten Hosen spielten zum Zeitpunkt der Aufnahmen für das Album Kauf MICH! in der Formation Andreas von Holst und Michael Breitkopf an den E-Gitarren, Andreas Meurer am E-Bass und Wolfgang Rohde am Schlagzeug. Sie waren hauptsächlich für die Kompositionen verantwortlich, während Campino, Sänger und Frontmann der Band, den größten Teil der Liedtexte verfasste.
Hanns Christian Müller, der seit 1986 Ratgeber und Freund der Band ist, drehte 1992 die Komödie Langer Samstag mit Campino in einer der Hauptrollen. Im Gegenzug produzierte Müller für das Album Kauf MICH! drei Werbespots, die in seinem Tonstudio im bayerischen Gallenbach aufgenommen wurden. Zudem wirkte Müller am Text der Lieder Kauf MICH!, Drunter, drauf & drüber und Gewissen mit. Das Lied Sascha … ein aufrechter Deutscher, an dessen Entstehung Müller ebenfalls beteiligt war, war zu Weihnachten 1992 als Benefizsingle für den Düsseldorfer Appell gegen Fremdenfeindlichkeit und Rassismus veröffentlicht worden. Die Lieder Hot-Clip-Video-Club und Wünsch DIR was waren von der Band bereits während der Menschen, Tiere, Sensationen Tour im Jahr 1992, unter anderem auf der Freilichtbühne Loreley, vor 11.000 Menschen vorgetragen worden.
Alle Musiktitel für das Album Kauf MICH! wurden von Februar bis April 1993 unter der Leitung von Jon Caffery im Studio von Dieter Dierks in Stommeln aufgenommen und abgemischt.

## Texte und Titelliste
Die Liedtexte des Albums schrieb, wie in den meisten vorherigen Produktionen der Gruppe, hauptsächlich Campino. Sie sind fast immer in der Ich-Perspektive und in Umgangssprache verfasst. Sie gliedern sich nach dem Vers-Refrain-Schema, wobei sich die Zeilen meist am Ende im Kreuz reimen. Das Konzept des Albums ist das Thema Konsum und Werbung, in das jedoch auch andere Themen eingereiht werden.
Die Einleitung zum Album spricht der Produzent Jon Caffery. Er bedankt sich im Namen der TOT Totenkopf GmbH & Co. KG für den Kauf des Produktes aus ihrem Haus mit dem Zusatz: „Für Risiken und Nebenwirkungen fragen Sie bitte Ihren Nachbarn oder Vermieter.“ Darauf folgt in erheblich gesteigerter Lautstärke der schnelle Punkrocksong Umtausch ausgeschlossen, der textlich daran anknüpft: „Wir sind immer auf dem neusten Stand in Technik und Design, treu nach dem Wahlspruch unserer Firma: ‚Der Kunde soll König sein‘.“
Den roten Faden ziehen zwei satirische Werbespots weiter, die vor und nach dem Lied Kauf MICH! in der Mitte des Albums eingefügt sind. Die Clips um ein Kondom mit dem Namen Erotim-Super-3-feucht und eine sogenannte Homolka Kettensäge wurden von Uli Björklund, Wolf Brannaski, Reiner Buck, Fips Müller, Gerhard Polt und Gisela Schneeberger gesprochen. Ein weiterer kurzer Werbeclip Germania Sprachstudio – und jeder Deutsche wird dein Freund wurde vor Sascha … ein aufrechter Deutscher eingefügt. Das lyrische Ich im Titelsong Kauf MICH! preist sich selbst an unter Verwendung von Wortschöpfungen und Superlativen aus der Werbung: „Ich bin dein neues Auto, dein sexy Körperspray, deine Alltags-Happy-Pille, wenn du mich hast, bist du OK. Ich bin dein frischer Atem, bin 100 Prozent Geschmack. Ich bin die große Freiheit im Spar-Fix-Power-Pack.“
Im Hot-Clip-Video-Club fragt jemand nach Gewaltvideos und Kinderpornos, die dort „unter der Theke“ verkauft werden. Im Text heißt es: „Ich möchte aus der ersten Reihe dem Tod fest in die Augen sehn. Ich krieg Gänsehaut bei Hilfeschreien, die voller Überzeugung sind. Wenn′s den Stoff für meine Träume gibt, zahl ich jeden Preis für diesen Thrill.“
Im Lied Drunter, drauf und drüber wird bedauernd festgestellt, dass in Zeiten von Tripper, AIDS und Syphilis kein ungeschützter Sex mehr möglich ist.
Der Text im Musiktitel Wünsch Dir was setzt sich ironisch mit Glauben und Religion auseinander. Im Lied mit dem Titel Gewissen warnt das personifizierte Gewissen: „An deinem letzten Tag hol ich dich ein, nehm dich fest in meinen Griff, dann kommst du nicht mehr an mir vorbei und ich zeig dir dein wahres Ich.“ In Mein größter Feind geht es um mangelndes Selbstwertgefühl und -zweifel. Gute Reise handelt von einem preiswerten, kurzen Ausflug ins Paradies. Im letzten Satz des Liedtextes heißt es: „Doch jeder, der mal hier war, der wird dafür bestraft, lebt nur noch für die Sehnsucht nach diesem Märchenland.“
Niemals einer Meinung handelt von zwei Menschen, die sich ständig streiten, aber dennoch nicht voneinander loslassen können. Im Verlauf des Liedes Alles aus Liebe beendet ein Partner im Liebeswahn die Beziehung gewaltsam. Am Ende des Musiktitels sind drei Schüsse zu hören, die den Mord am Partner und den anschließenden Selbstmord darstellen.
Die Einleitung zu Rambo-Dance spricht Tom Gerhardt in der Rolle der von ihm erfundenen Figur, des Proleten Tommie, der ein Konzert der Band Die Toten Hosen besuchen möchte. Mit Katastrophenkommando beschreibt die Band Die Toten Hosen sich selbst als gut gelaunte tolerante Gruppe in Feierlaune.
Während die Band im Spottlied Sascha … ein aufrechter Deutscher das Thema Fremdenfeindlichkeit satirisch betrachtet, setzt sie sich in Willkommen in Deutschland mit derselben Thematik ernsthaft auseinander. Dort heißt es: „Es ist auch mein Zuhaus, selbst wenn′s ein Zufall ist und irgendwann fällt es auch auf mich zurück, wenn ein Mensch aus einem anderen Land, ohne Angst hier nicht mehr leben kann.“
Der letzte Tag ist nach einer längeren Pause dem letzten Titel auf diesem Album als Hidden Track angehängt und beginnt mit einem Schrei.

## Musik

Die ersten Takte der Gitarre im Intro aus Niemals einer Meinung

Die Musiktitel sind ausschließlich im 4/4 Takt geschrieben. Es dominiert die in der Rockmusik übliche auf engen Tonraum reduzierte Melodiebildung und ein schneller durchgängiger Achtel-Rhythmus. Frontsänger in allen Stücken ist Campino, den Chorus im Refrain singen meist alle Bandmitglieder gemeinsam. Es werden die in der Rockmusik gängigen Instrumente: E-Gitarre, E-Bass und Schlagzeug eingesetzt. In fast allen Liedern begleitet zusätzlich eine akustische Gitarre. Im ruhigen Musiktitel Mein größter Feind wird auf das Schlagzeug verzichtet und der Gesang ausschließlich von der akustischen Gitarre begleitet. Im Lied Gewissen schlägt Wolfgang Rohde rhythmisch auf Eisenplatten.
Im Solo von Kauf MICH moduliert Andreas von Holst seine E-Gitarre mit einer Talkbox und erzeugt damit einen Klang, den der Musiker Peter Frampton in den 1970er Jahren populär gemacht hat.
Der gesprochenen Einleitung des ersten Musiktitels Umtausch ausgeschlossen! ist elektronisch erzeugte Easy-Listening-Musik hinterlegt. Gute Reise beginnt mit der Aufnahme des Adhān eines Muezzin von einem Minarett aus. In den Strophen ist eine Sitar-Gitarre zu hören, die Andreas von Holst spielt. Vor Wünsch DIR was singt der Mosquito-Kinderchor der Musikschule in Meerbusch den hymnischen Refrain des Liedes a cappella.
Alle anderen Stücke beginnen mit einer einfachen Melodie oder einem Gitarrenriff, das in den Strophen immer wieder angespielt wird oder im Refrain wiederzuerkennen ist.

## Veröffentlichungen

### Singles
Im Sommer 1993 wurde der Titel Wünsch DIR was als Single ausgekoppelt. Das Cover zeigt die Karikatur eines Jungen in kurzen Hosen mit einer Pump-Gun in der rechten Hand. Er steht in Siegerpose breitbeinig über einem am Boden liegenden Menschen, von dem lediglich die Beinkleider und die Schuhe von unten zu sehen sind. Die Single enthielt zusätzlich die bisher unveröffentlichten Stücke Krieg und Frieden, Im Namen des Herrn und Wahre Liebe.
Die Single Alles aus Liebe wurde Ende 1993 mit zwei neuen Liedern Auf dem Weg zur Nr. Eins und 5 Minuten auf der B-Seite veröffentlicht. Das Cover zeigt eine Comic-Zeichnung. Eine Frau im roten Kleid und zornigem Gesichtsausdruck schlägt wütend auf ihren Partner ein. Als Oberschenkel-Tattoo trägt sie den „Knochenadler“. Die englischsprachige Version des Liedes mit dem Titel All for the Sake of Love veröffentlichte die Band 1994 auf dem Album Love, Peace & Money. Campino und Gastsängerin Marina Casariego von der Band Marousse sangen das Lied in französischer Sprache im Duett unter dem Titel Tout pour sauver l’amour, das 1995 zunächst in geringer Stückzahl als Promo-Single in Umlauf gebracht wurde und 2002 auf der Kompilation Reich & sexy II erschien. Die Band Ich Troje coverte das Lied 1999 unter dem Titel A Wszystko to bo Ciebie Kocham in polnischer Sprache und veröffentlichte den Musiktitel sowohl als Single wie auch auf ihrem Album Keine Grenzen.

Cover der Single Kauf MICH!

Kurz nach dem Erscheinen des Best-Of-Albums Reich & sexy richtete die Band eine Telefonhotline ein und brachte diese unter dem Motto: „Für DM 1,15 pro Minute geben Ihnen die Toten Hosen am REICH & SEXY PHONE jetzt die Chance, Plattenstar zu werden“ unter die Leute. Eine Auswahl, mit einer Laufzeit von 20 Minuten, der dort eingegangenen Anrufe, teilweise wüste Beschimpfungen, erschien 1994 unter der Überschrift Der heiße Draht auf der B-Seite der Single Kauf MICH!. Zusätzlich enthält die Single eine neue bandeigene Komposition Hilfe und eine Coverversion des Songs I Fought the Law von The Crickets. Die Single trägt die Aufschrift Kauf MICH Ultra und ist mit dem Untertitel: Noch besser, noch lauter, noch weisser! versehen. Die Gestaltung des Covers ist der Werbung für ein Waschmittel nachempfunden.

### Musikvideos

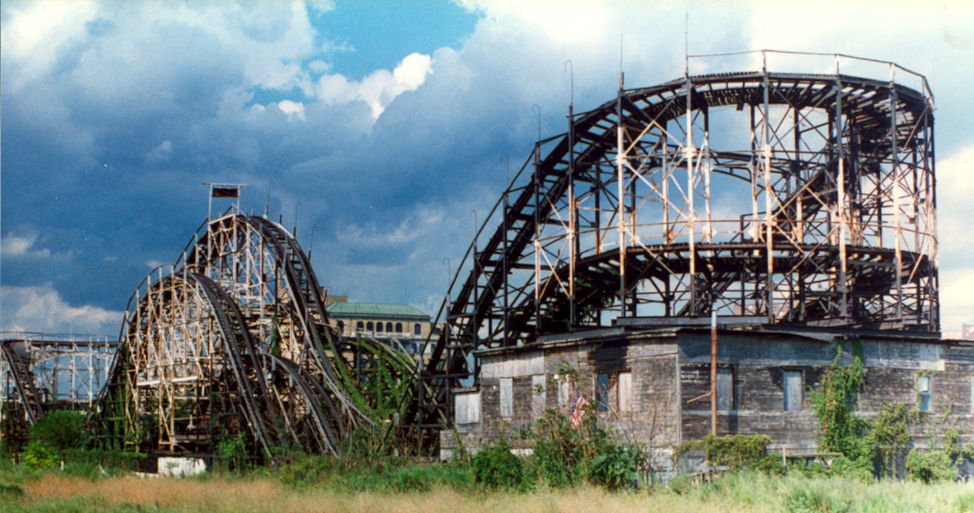
Achterbahn auf Coney Island, Drehort für das Video zu Wünsch Dir was

Der Schwarzweiß-Clip von Hans Neleman zum Lied Wünsch Dir was aus dem Jahr 1993 wurde im Vergnügungspark auf Coney Island, New York gedreht und zeigt diverse einheimische Zirkusleute, die ihre „außergewöhnlichen Talente“ präsentieren, und die Bandmitglieder bei der Fahrt auf einer baufällig anmutenden Achterbahn.
Das Video zu Alles aus Liebe wurde ebenfalls unter der Regie Hans Neleman, innerhalb von zweieinhalb Stunden in einer leeren Altbauwohnung aufgenommen und wirkt wie ein Film, den man durch einen Schwarzweißfernsehschirm betrachtet, bei dem das Bild gelegentlich durchläuft. Akteure sind die Bandmitglieder, die ihre Instrumente im Treppenhaus spielen und ein kurzfristig über die Agentur engagiertes Fotomodel, das sich erotisch zur Musik bewegt, einmal vor einer Wand, ein anderes Mal mit Campino vor dem Fenster, im Treppenhaus oder in der Haustüre. Ein paar Handschellen, ein Revolver und ein Strauß vertrockneter Blumen sind die einzigen Requisiten in diesem Clip.
Im Musikvideo zu Kauf MICH!, das 1994 vorgestellt wurde, ging es Neleman darum den Kontrast der Konzerte im Jahr 1993 einzufangen, bei der die Band zum einen unter dem Pseudonym „Katastrophen Kommando“ in Klubs und Wohnzimmern vor überschaubaren Publikum auftrat und andererseits als Vorband von U2 in Stadien vor bis zu 60.000 Leuten spielte. Es sind Aufnahmen von der Veranstaltung auf dem Cannstatter Wasen vom 6. Juni 1993 zu sehen, verbunden mit Bildern aus dem Backstage-Bereich und der Aftershow-Party der Band in einem Lokal in Stuttgart; zudem sieht man Einspielungen zum Konzert in der Markthalle Hamburg vom 7. Juni 1993 unterbrochen von Momentaufnahmen von der Reeperbahn, erkennbar an den gespreizten Frauenschenkeln am Eingang des Szenelokals „Zur Ritze“.

### Neuauflage 2007
Zum 25-jährigen Bestehen der Band wurde unter anderen das Album Kauf MICH! remastert. Die Neuauflage enthält ein neues, zweites Booklet, geschrieben von Jan Weiler mit Erläuterungen zum Zeitgeschehen 1992 und einem Interview mit der Band aus dem Jahr 2007. Im neuaufgelegten Album Kauf MICH! wird das Lied Der letzte Tag nicht versteckt, sondern als Titel Nr. 17 ohne lange Pause eingefügt. Zusätzlich enthält das Album den größten Teil der B-Seiten der Singles Wünsch DIR was, Alles aus Liebe und eine weitere sechsminütige Auswahl der Anrufe zur Aktion Der heiße Draht:
1. Krieg und Frieden – 5:00 (Meurer / Campino)
2. Im Namen des Herrn – 2:02 (Campino)
3. Auf dem Weg zu Nummer 1 – 4:00 (Rohde / Campino)
4. 5 Minuten – 3:01 (von Holst / Campino)
5. Hilfe – 3:22 (von Holst / Campino)
6. Der heiße Draht (Best Of) – 6:10

## Tournee

Eintrittskarte zur Tour 1994

Die Reich & sexy – Kauf MICH! Tour begann am 19. März 1994 in der Triftbachhalle in Zermatt. Es folgten bis Ende Juni 25 Konzerte in Deutschland und der Schweiz. Am 17. Juni trat die Band im Amphitheater in Istanbul auf. In den Sommermonaten folgten die Festival-Auftritte beim Donauinselfest in Wien, dem Schüttorf Open Air in Bad Bentheim, dem „Out in the green Festival“ in Winterthur, dem „MTV Football Challenge“ in Amsterdam und dem Hultsfredfestival in Hultsfred (Schweden) auf. Am 28. September spielte die Band im L'Arapaho in Paris. Am 7. Oktober 1994 reiste die Band nach Buenos Aires und trat im Obras Sanitarias auf. Im November gab sie weitere sieben Konzerte in deutschen Städten. Ende November spielte sie in Toronto im Coliseum, in Montreal im Verdun Auditorium, in Philadelphia im Civic Center und in Hempstead (New York) im Nassau Veterans Memorial Coliseum als Vorband von Green Day. Nach einer Clubtour durch Schottland und England endete die Konzertreise am 21. Dezember 1994 im Stadttheater von Sittard in den Niederlanden.

## Resonanz

### Chartplatzierungen und Auszeichnungen
Kauf mich! war nach Auf dem Kreuzzug ins Glück das zweite Album der Gruppe, das in den deutschen Albumcharts die Chartspitze erreichte. In Österreich erreichte es Platz neun und in der Schweiz Platz fünf der Hitparade. Es wurde 1994 in Deutschland mit einer Goldenen und einer Platin-Schallplatte ausgezeichnet. Bis ins Jahr 2006 wurde dem Album in Österreich Gold verliehen.

### Presse
Jörg Schulz von Rock Hard schrieb im Juli 1993, dass „sich Die Toten Hosen im deutschsprachigen Musikalien- und Kommerzhandel seine Absolution verdient haben“. Thematisch sei das Album „weitgefächert“. Die Musik sei „natürlich HOSEN-typisch mit vielen guten Melodien, wobei auch schon mal eine Persiflage auf amerikanisches Rock ’n’ Roll-Verständnis (Rambo-Dance) und auf die deutsche Unkultur (Sasha) sowieso“ vorkäme. Die Werbetexte bezeichnet er als „einfach stark“. Weiter schrieb Schulz von einem „Verwöhnpaket für die Ohren“, dem er 100 Prozent der Punkte verteilt, welche die Zeitschrift intern vergibt. Der Chefredakteur der Zeitschrift, Götz Kühnemund, fügt eine Ausgabe weiter in einem Interview mit der Band hinzu, dass er den Titel Willkommen in Deutschland für „noch gelungener“ als Sascha … ein aufrechter Deutscher halte, weil er „über platte Parolen gegen Rechtsradikalismus hinausgeht“, ein Statement, das er von den „Hosen“ in dieser Form nicht erwartet habe.
Der Rezensent in der Zeitschrift Musikexpress in der Ausgabe vom Juni 1993 war der Meinung, dass die Band sich mit Kauf MICH! „würdevoll in ihr drittes Lebensjahrzehnt retten“ würden. „Aus jedem Takt sprühten sie pralles Lebensgefühl einer Band, die alt genug sei, um richtig gute, deutsche Rock-Musik zu spielen, die aber jung genug“ sei, „um es dennoch im richtigen Moment gnadenlos krachen zu lassen.“
Markus Hartmann hält das Album in einem Artikel in der Musikzeitschrift Zillo vom Mai 1993 für einen „Geniestreich“, „Kauf MICH! ist Hosen in Bestform“, bemerkte er. Es seien „erwachsene Töne von einer Band, die Wildheit kultiviert hat, die nicht nur das Wort Punk salonfähig gemacht hat. Die Bandmitglieder haben sich persönlich weiterentwickelt.“ Campinos Texte seien „nicht mehr stumpfe Saufhymnen“, auf dem Album befinde sich mit Alles aus Liebe „sogar eine waschechte Schnulze“. Hollow Skai bezeichnet das Album in seiner Bandbiografie aus dem Jahr 2007 als „mitunter arg über den Kamm geschorenes Konzeptalbum“.
Martin Groß schrieb in der Zeitschrift Metal Hammer vom Juni 1993, dass bei Kauf MICH! „Pfadfinder-Lyrik“ größtenteils vermieden wurde, „ein weiteres Kunststück sei weniger Schrodelpunk, dafür aber – für Hosen-Verhältnisse mehr musikalische Raffinessen“. Groß hält sie für „ihre wahrscheinlich bisher reifste Platte“.